# أبرشية البترون المارونية الكاثوليكية
الأبرشية الكاثوليكية المارونية في البترون (باللاتينية: Eparchia Botryensis Maronitarum) هي أبرشية للكنيسة المارونية في مدينة البترون اللبنانية، في 2012 كان هناك 70000 تعميد. يحكمها حاليًا الأبرش منير خير الله.

## الإقليم والإحصاءات
يقع مقر الأبرشية في البترون في المحافظة الشمالية حيث كاتدرائية القديس ستيفن، في 2012 كان هناك 70,000 كاثوليكي ماروني، وتقسم أراضيها إلى 66 أبرشية.

## التاريخ
أتحدت الأبرشية التي تضم أساقفة كاثوليكيين منذ القرن السابع عشر في عام 1678 مع أبرشية جبيل، حيث أقيم المجمع الكنسي الماروني لجبل لبنان في 1736.
في 25 أيار 1837، عيّن البطريرك يوسف حبيش، بعد أن حصل على الإذن من الكرسي الرسولي، المطران عبدالله البستاني الذي كان نائباً بطريركياً، أول مطران أصيل على "أبرشية صور وصيدا"، وأصبحت جبيل والبترون الأبرشية البطريركية، يدير شؤونها البطريرك بواسطة نواب له،
وفي 1856، عيّن البطريرك بولس مسعد (1854-1890) الخوري «يوسف فريفر» وكيلاً بطريركياً في البترون ورئيساً لمدرسة «مار يوحنا مارون». وفي 11 شباط 1872 رقّاه مطراناً على اللاذقية شرفاً وعيّنه نائباً بطريركياً في بلاد البترون، وبقي رئيساً للمدرسة التي عرفت ازدهاراً كبيراً في عهده. وتوفي في 8 شباط 1889.
في المجمع السنوي المنعقد بين 3 و9 حزيران 1990 عرض غبطة البطريرك صفير على الأساقفة، وطلب من الكرسي الرسولي الموافقة على استبدال نيابتي جبيل والبترون بأبرشيتي صربا وجونيه، بحيث تصبحان نيابتين بطريركيتين، واقتطاع منطقة دير الأحمر من الأبرشية البطريركية، لإنشاء أبرشية جديدة تدعى أبرشية بعلبك- دير الأحمر.
وبقيت البترون نيابة بطريركية حتى حزيران 1999 عندما قدّم سيادة المطران «شكرالله حرب» استقالته لبلوغه السن القانونية وانتخب المجمع البطريركي سيادة المطران بولس آميل سعاده أصيلاً عليها، وجاء جواب الكرسي الرسولي بالموافقة في 9 تشرين الأول 1999.
وفي المجمع السنوي المنعقد بين 6 و12 حزيران 2011، إنتخب مجمع الأساقفة المونسنيور ميشال عون مطراناً على جبيل خلفاً للمطران بشاره الراعي الذي كان قد انتخب بطريركاً في 15 آذار 2011، والمونسنيور منير خير الله مطراناً على البترون خلفاً للمطران بولس آميل سعاده الذي كان قدّم استقالته لبلوغه السن القانونية، وجاءت الموافقة على انتخابهما من الكرسي الرسولي في 16 كانون الثاني 2012. وكانت رسامتهما في بكركي في 25 شباط 2012.

## رؤساء أساقفة الأبرشية
- يوحنا حبق الشعلاني (1691)
- ستيفن الدويهي (20 نوفمبر 1728 - بعد 1746) [3]
- بول ستيفن الغستاوي (1790 - 1808) [4]
- جيرمانو ثابت (مارس 1810 - 4 يونيو 1833)

## مقر البطريرك (1848-1999)
- بطريرك أنطاكية الماروني

## رؤساء أساقفة الأبرشية منذ 1999
- بول إميل سعد، (5 يونيو 1999 - 5 يونيو 2011 تم سحبه)
- منير خير الله، (منذ 16 يناير 2012)